# Расмікеєво
Расміке́єво (рос. Расмикеево, башк. Рәсмәкәй) — присілок у складі Іглінського району Башкортостану, Росія. Входить до складу Майської сільської ради.
Населення — 118 осіб (2010; 114 в 2002).
Національний склад:
- башкири — 84 %